# Велика Лука (Роменський район)
Вели́ка Лука́ — село в Україні, Роменському районі Сумської області. Населення становить 81 осіб.
Після ліквідації Липоводолинського району 19 липня 2020 року село увійшло до Роменського району.

## Географія
Село Велика Лука розташоване на березі річки Грунь, у яку впадає річка Лозова.  Вище за течією на відстані 1.5 км розташоване село Капустинці, нижче за течією на відстані 1.5 км розташоване село Подільки, на протилежному березі — село Весела Долина.

## Історія
Село постраждало внаслідок геноциду українського народу, проведеного урядом СРСР 1923–1933 та 1946–1947 роках[джерело?].
До 2018 року орган місцевого самоврядування — Подільківська сільська рада.